# برج اوخریص
برج اوخریص (به عربی: برج أوخریص) یک شهرداری در الجزایر است که در استان بویره واقع شده‌است. برج اوخریص ۸٬۹۳۷ نفر جمعیت دارد.